# Вальдек (Эдерзе)

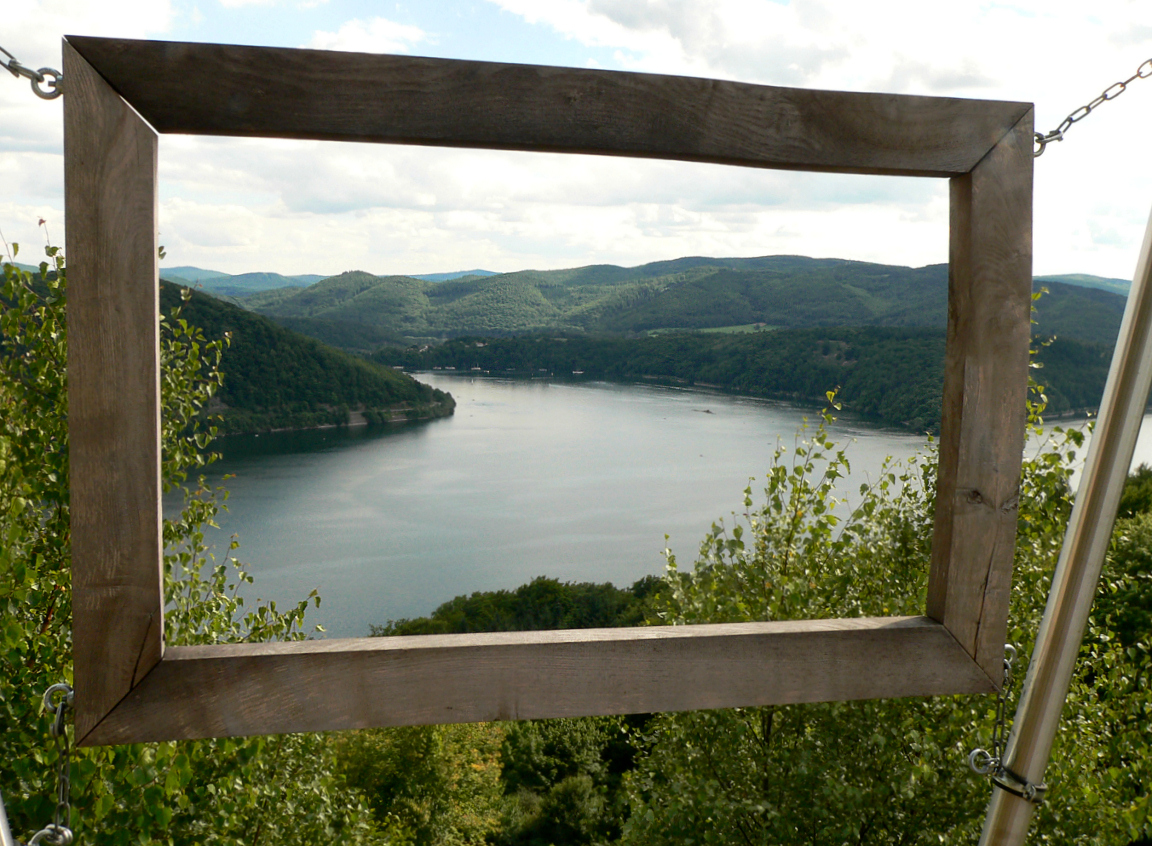
Вид на город со стороны озера Эдер

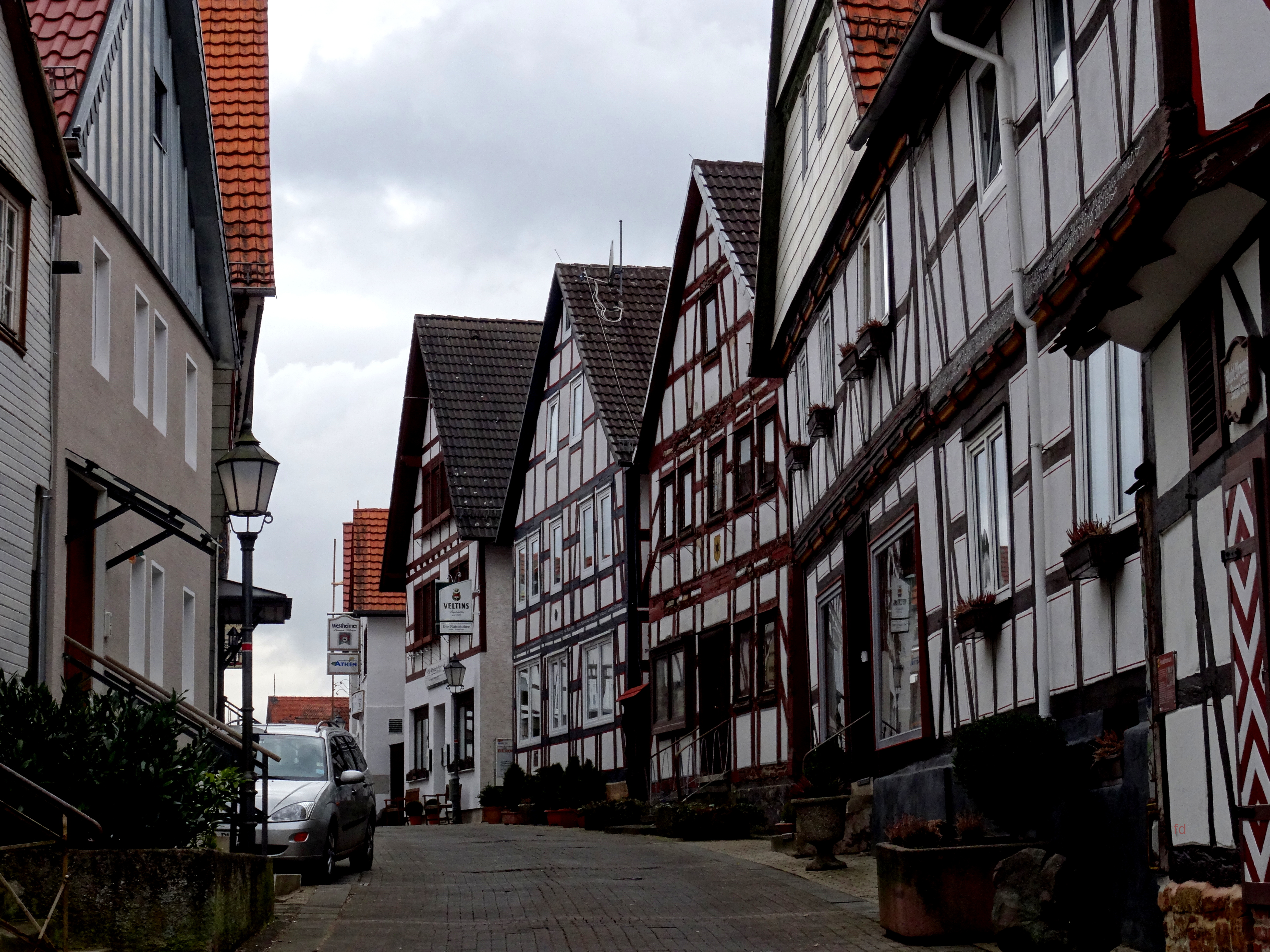
Улица города

Ва́льдек (нем. Waldeck) — город в Германии, в земле Гессен. Подчинён административному округу Кассель. Входит в состав района Вальдек-Франкенберг. Население составляет 7155 человек (на 31 декабря 2010 года). Занимает площадь 115,73 км². Официальный код — 06 6 35 021.
Город подразделяется на 10 городских районов.
Знаменит своим замком Вальдек XII века.